# Erika Abels d’Albert

Erika Abels d’Albert in eigenem Modeentwurf, 1913, Universitätsbibliothek Wien

Erika Abels d’Albert (bürgerlich: Erika Abels, * 3. November 1896 in Berlin; † 7. März 1975 in Paris) war eine österreichische Malerin, Grafikerin und Modeentwerferin.

## Leben und Werk
Erika Abels, die sich später den Künstlernamen Erika (Abels) d’Albert zulegte, wuchs in einer gutbürgerlichen, kunstsinnigen Familie auf. Ihr Vater, Ludwig Abels (Ludwig Abeles) (1867–1937), war Kunstgelehrter, Schriftsteller und 1898 verantwortlicher Redakteur der satirischen Zeitschrift Das Narrenschiff, ihre Mutter, Anna Emilie geb. Mewes (1875–1939), stammte aus der Nähe von Berlin.
Ihre künstlerische Ausbildung erhielt sie in Wien in der privaten Malschule von Irma von Duczynska (1869–1932) und Elza Kövesházi-Kalmár (1876–1956) und bei Felix Albrecht Harta (1884–1967). Bereits mit 16 Jahren trat sie mit einer Kollektivausstellung (Porträts, Stillleben, Modeentwürfe, Akte) erstmals an die Öffentlichkeit. In den folgenden Jahren stellte sie im Haus der jungen Künstlerschaft (ehemalige Galerie Miethke, 1919) im Künstlerhaus Wien, in der Galerie St. Lucas (1920 und 1922), im Museum für Kunst und Industrie und im Theseustempel im Volksgarten aus. 1930 nahm sie an der Ausstellung der Vereinigung bildender Künstlerinnen Österreichs (VBKÖ) teil. In den frühen 1930er Jahren emigrierte sie nach Paris und nahm auch dort an Ausstellungen teil. Sie stellte 1935 in der Galerie Gregoire Schustermann und 1938 im Salon d’Automne aus. Danach ist ihre weitere künstlerische Tätigkeit zum jetzigen Zeitpunkt nicht fassbar.
Über das Œuvre von Erika Abels d’Albert ist heute fast nichts bekannt. Sie malte Porträts, Stillleben und Akte. Im Original sind lediglich drei Werke nachweisbar. Das Wien Museum besitzt ihr Ölbild Straßenbahnschaffnerin von 1919, in der Albertina befinden sich eine Kohlezeichnung Kopf einer Frau in mittleren Jahren (1924) und eine Kreidezeichnung Sitzender Rückenakt (1921). Gelegentlich werden Werke der Künstlerin im Auktionshandel angeboten.
Erika Abels d’Albert starb 1975 verarmt in Paris. Die Beisetzung fand auf dem zu Paris gehörenden Cimetière parisien de Thiais (23. Division) in Thiais statt, wo 1937 bereits ihr Vater beerdigt worden war.